# Battaglia di Cuma (38 a.C.)
La battaglia di Cuma si svolse nel corso della guerra civile romana (44-31 a.C.), nel 38 a.C., tra Calvisio Sabino (comandante di Ottaviano) e Menecrate, passato dalla parte di Sesto Pompeo.

## Storia
Dopo la morte di Cesare, l'Impero era in tumulto con Ottaviano, Marco Antonio, e Lepido che formarono il Secondo triumvirato per contrastare le forze repubblicane guidate da Bruto e Cassio.
Sesto Pompeo, nel frattempo, era diventato una minaccia nel Mediterraneo occidentale, controllando una vasta flotta e controllando numerose città, tra cui Cuma. 
Durante la ribellione di Sesto Pompeo in Sicilia del 38 a.C., Calvisius fu a capo di una flotta proveniente dall'Etruria per dare man forte ad Ottaviano durante la battaglia avvenuta lo stesso anno nello stretto di Messina. Nei pressi di Cuma affrontò le navi di Sesto Pompeo guidate da Menecrate, dopodiché raggiunse Ottaviano anche se, a causa di tale ritardo, arrivò solo verso la fine della battaglia navale di Messina, quando Ottaviano era ormai sconfitto. Quando un ufficiale di Calvisio, Menodoro, disertò per unirsi a Sesto Pompeo con sei navi l'anno successivo, Calvisio venne sostituito
Dopo la sconfitta di Pompeo, Ottaviano assegnò a Calvisio il compito di riportare l'ordine in Italia dal 36 al 35 a.C., cosa che gli riuscì, almeno per il momento. Durante la guerra contro Antonio Calvisio fu fedele ad Ottaviano.